# Halcurias minimus
Halcurias minimus is een zeeanemonensoort uit de familie Halcuriidae.
Halcurias minimus is voor het eerst wetenschappelijk beschreven door Carlgren in 1928.